# Вайкуник
Вайкуник (арм.  Վայկունիք) — гавар в исторической провинции Арцах Великой Армении и Кавказской Албании.
В раннем средневековье, в районе современного Истису, находились царские бани правителей Албании.